# Lista över fornlämningar i Tibro kommun
Lista över fornlämningar i Tibro kommun är en förteckning av ett urval av de fornlämningar som finns i Tibro kommun.

## Ransberg
| Namn          | Lämningstyp  | Tillkomsttid | Historisk indelning     | Plats | Läge                 | ID-nr          | Bild                                 |
| ------------- | ------------ | ------------ | ----------------------- | ----- | -------------------- | -------------- | ------------------------------------ |
| Ransberg 40:1 | Stensättning |              | Ransberg, Västergötland |       | 58.488947, 14.381159 | 10201000400001 | Ladda upp en bild av detta fornminne |
| Ransberg 87:1 | Stensättning |              | Ransberg, Västergötland |       | 58.488525, 14.381076 | 10201000870001 | Ladda upp en bild av detta fornminne |

## Tibro
| Namn       | Lämningstyp  | Tillkomsttid | Historisk indelning  | Plats | Läge                 | ID-nr          | Bild                                 |
| ---------- | ------------ | ------------ | -------------------- | ----- | -------------------- | -------------- | ------------------------------------ |
| Tibro 60:1 | Stensättning |              | Tibro, Västergötland |       | 58.396527, 14.108273 | 10205700600001 | Ladda upp en bild av detta fornminne |